# Isménia do Frederico
Isménia do Frederico (Praia, Cabo Verde, 15 de junio de 1971) es una velocista caboverdiana, primera mujer atleta en representar a Cabo Verde en unos Juegos Olímpicos.

## Biografía
Nació en Praia en 1971.Es abogada de formación y banquera de profesión y trabaja en un banco de Cabo Verde y siempre organizando actividades en diversas partes del país, promoviendo los valores olímpicos.

### Trayectoria deportiva
En Cabo Verde, fue campeona regional y nacional de 100, 200, 400 y 800 metros en 1990. En 1992, debutó en competiciones internacionales logrando medalla de plata en los 100 metros de los Juegos de la CPLP, en Portugal. En 1997 participó en los Juegos Africanos de Antananarivo (Madagascar) y en 1998 en los Juegos de la Cultura y la Paz de Guinea Bissau.
Compitió por primera vez por Cabo Verde en el Campeonato Mundial de 1993, donde corrió los 100 metros en 13,03 segundos.Tres años después, en los Juegos Olímpicos de Verano de 1996 en Atlanta, hizo historia junto con António Zeferino y Henry Andrade al convertirse en la primera atleta en representar Cabo Verde en unos Juegos Olímpicos. En los 100 metros femeninos acabó en el puesto 52 con un tiempo de 13,03 segundos. 
En 1997 compitió en los Juegos Francófonos, registrando su mejor marca personal en los 100 metros con un tiempo de 12,75 segundos. En los Juegos Olímpicos de Verano de 2000 en Sydney, tuvo el honor de ser la abanderada en la ceremonia de apertura. En los 100 metros, terminó en el puesto 78, cruzando la meta en 12,99 segundos,quedando séptima en su eliminatoria.
Ha sido miembro del Comité Ejecutivo del Comité Olímpico de Cabo Verde (2014 a 2017), presidenta de la Comisión de Atletas de Cabo Verde (2015), miembro de la Federación de Tenis de Cabo Verde y miembro del Consejo Regional de Arbitraje de Fútbol de Santiago Sur. Presidenta de la Asociación Caboverdiana de Atletas Olímpicos. Ha participado en varios foros, como el Foro Africano de Atletas Olímpicos en Marrakech - Marruecos (2015) y el Foro Mundial y Asamblea General de Atletas Olímpicos en Moscú - Rusia (2015).